# Grandvilliers, Eure
 Grandvilliers  là một xã thuộc tỉnh Eure trong vùng Normandie miền bắc nước Pháp.